# Sophie Kamoun
Pour les articles homonymes, voir Kamoun.
Sophie Kamoun (née le 8 juin 1967) est une ancienne nageuse française ayant participé aux Jeux olympiques d'été de 1984 disputés à Los Angeles. Elle est désormais consultante pour BeIn Sport et membre de la Dream Team RMC.
Après 12 ans à la tête de la communication de Nike en France, elle crée son entreprise de communication et relations presse spécialisée dans le sport en 2009. Elle a par ailleurs géré, pendant leur carrière internationale, l'image des nageurs champions olympiques Yannick Agnel et Camille Muffat, et s’occupe aujourd’hui de plusieurs nageurs de l’équipe de France parmi lesquels Charlotte Bonnet, Maxime Grousset, Yohann Ndoye Brouard ou Mehdy Metella.
Depuis 2020, elle est également vice-présidente de l’Association des olympiens français (AOF).

## Biographie
Fille de Marc Kamoun, sélectionné aux Jeux olympiques de 1960 en natation, et d'Annemarie, Sophie Kamoun a nagé en équipe de France de 1982 à 1992. Elle a notamment participé aux Jeux olympiques, à deux championnats du monde et à quatre championnats d'Europe. Elle a étudié à l'Université de Californie à Santa Barbara. Après sa carrière sportive, elle devient directrice de la communication de la Fédération française de natation puis rentre chez Nike France en 1997. D'abord attachée de presse, elle devient directrice de la communication en 2001, poste qu'elle conservera jusqu'en septembre 2009, date à laquelle elle décide de quitter l'entreprise pour créer sa propre agence.
Consultante sur Eurosport de 1992 à 2014, elle rejoint beIN Sports et RMC en 2015. Elle commente notamment 8 Jeux Olympiques, 14 Championnats du monde et 33 Championnats de France entre 1992 et 2022. 
Sophie Kamoun a été décorée du grade de chevalier de l'Ordre national du Mérite par le président de la République le 9 octobre 2013.

## Palmarès
- 26 titres de championne de France (11 titres sur 50 m nage libre, 9 titres sur 50 m papillon et 6 titres sur 100 m nage libre)
- Finaliste aux JO de 1984 et aux championnats du monde de natation 1986
- Championne d'Europe par équipes en 1987 et 1992
- Vainqueur des Jeux méditerranéens à 4 reprises

## Records
Sophie Kamoun a battu 16 records de France sur 50 m nage libre, 100 m nage libre et 50 m papillon. En grand bassin, elle devient la 1e française sous les 27 secondes au 50m nage libre et sous les 57 secondes sur 100m nage libre. Elle est également la 1e nageuse de l’histoire à inscrire son nom sur les tablettes nationales du 50m papillon.

## Distinctions
- Chevalière de l'ordre national du Mérite (décret du 14 décembre 2012)[1]